# Trevor Elhi
Trevor Elhi (sinh 11 tháng 4 năm 1993) là một cầu thủ bóng đá Estonia thi đấu ở vị trí hậu vệ trái cho câu lạc bộ Meistriliiga FCI Levadia và đội tuyển quốc gia Estonia.

## Sự nghiệp quốc tế
Elhi bắt đầu sự nghiệp trẻ năm 2008 cùng với U-16 Estonia. Anh cũng đại diện cho các đội tuyển quốc gia U-17, U-18, U-19, U-21, và U-23.
Elhi ra mắt quốc tế cho Estonia ngày 22 tháng 11 năm 2016, trong chiến thắng 1–0 trên sân khách trước Antigua và Barbuda trong trận giao hữu.

## Danh hiệu

### Câu lạc bộ
Levadia II
- Esiliiga: 2009, 2010